# Lista de prefeitos de Tapera
Esta é a lista de prefeitos e vice-prefeitos do município de Tapera, estado brasileiro do Rio Grande do Sul.
O prédio da Prefeitura chama-se Centro Administrativo João Batista Crestani.
| Nº | Nome                          | Partido | Vice-prefeito                      | Início do mandato       | Fim do mandato          | Observações                                           |
| 1  | Dionísio Lothário Chassot     | PSD     | Alberto Hilário Henrich            | 28 de fevereiro de 1955 | 31 de dezembro de 1959  | Prefeito e vice eleitos em sufrágio universal         |
| 2  | João Maximiliano Batistella   | PTB     | Theodoro Júlio Erpen               | 31 de dezembro de 1959  | 31 de dezembro de 1963  | Prefeito e vice eleitos em sufrágio universal         |
| 3  | Romeu Cláudio Kloeckner       | PTB     | Rosalino Durigon                   | 31 de dezembro de 1963  | 31 de janeiro de 1969   | Prefeito e vice eleitos em sufrágio universal         |
| 4  | João Maximiliano Batistella   | MDB     | Antônio Bonato                     | 31 de janeiro de 1969   | 31 de janeiro de 1973   | Prefeito e vice eleitos em sufrágio universal         |
| 5  | Izidoro Gregório Simon        | ARENA   | Henrique Bratz                     | 31 de janeiro de 1973   | 31 de janeiro de 1977   | Prefeito e vice eleitos em sufrágio universal         |
| 6  | João Maximiliano Batistella   | MDB     | Ademar Orlando de Castro           | 31 de janeiro de 1977   | 1º de fevereiro de 1983 | Prefeito e vice eleitos em sufrágio universal         |
| 7  | Ireneu Orth                   | PDS     | Antônio Fredolino Bervian          | 1º de fevereiro de 1983 | 31 de dezembro de 1988  | Prefeito e vice eleitos em sufrágio universal         |
| 8  | Luiz Antônio Brunori          | PMDB    | João Moisés de Castro              | 1º de janeiro de 1989   | 31 de dezembro de 1992  | Prefeito e vice eleitos em sufrágio universal         |
| 9  | Ireneu Orth                   | PDS     | José Nelson Balensiefer            | 1º de janeiro de 1993   | 31 de dezembro de 1996  | Prefeito e vice eleitos em sufrágio universal         |
| 10 | Luiz Antônio Brunori          | PMDB    | Jorge Gregório Paulus (PT)         | 1º de janeiro de 1997   | 31 de dezembro de 2000  | Prefeito e vice eleitos em sufrágio universal         |
| 11 | José Nelson Balensiefer       | PPB     | João Roque Simon (PMDB)            | 1º de janeiro de 2001   | 31 de dezembro de 2004  | Prefeito e vice eleitos em sufrágio universal         |
| 12 | Nestor Arnemann               | PTB     | Ivaldo Corazza (PTB)               | 1º de janeiro de 2005   | 31 de dezembro de 2008  | Prefeito e vice eleitos em sufrágio universal         |
| 13 | Ireneu Orth                   | PP      | Roberto Luís Visoto (PMDB)         | 1º de janeiro de 2009   | 31 de dezembro de 2012  | Prefeito e vice eleitos em sufrágio universal         |
| 13 | Ireneu Orth                   | PP      | Volmar Helmut Kuhn (PMDB)          | 1º de janeiro de 2013   | 31 de dezembro de 2016  | Prefeito reeleito e vice eleito em sufrágio universal |
| 14 | Volmar Helmut Kuhn            | PMDB    | Jorge Luiz de Quadros (PP)         | 1º de janeiro de 2017   | 31 de dezembro de 2020  | Prefeito e vice eleitos em sufrágio universal         |
| 14 | Volmar Helmut Kuhn            | PMDB    | Osvaldo Henrich Filho (Prego) (PP) | 1º de janeiro de 2021   | 31 de dezembro de 2024  | Prefeito reeleito e vice eleito em sufrágio universal |
| 15 | Osvaldo Henrich Filho (Prego) | PP      | Márcio Paulus (PP)                 | 1º de janeiro de 2025   | Atualidade              | Prefeito e vice eleitos em sufrágio universal         |

Legenda
| cor   | significado                                                                                  |
| Verde | mandatários eleitos por votação direta ou indireta (pela câmara municipal)                   |
| Bege  | mandatários nomeados diretamente pelo governo central em épocas de convulsão político-social |